# نواه هينتشوز
نواه هينتشوز هو لاعب كرة قدم سويسري، ولد في 22 فبراير 2002 في Chêne-Bougeries ‏ في سويسرا.

## وصلات خارجية
- نواه هينتشوز على موقع الاتحاد الأوربي (الإنجليزية)
- نواه هينتشوز على موقع قاعدة بيانات كرة القدم.إي يو (الإنجليزية)
- نواه هينتشوز على موقع عالم كرة القدم.نت (الإنجليزية)